# Хакасия (газета)
«Хакасия» (до 1992 года — «Советская Хакасия») — ежедневная республиканская газета, выходит с 3 ноября 1930 года. В 1980 году награждена орденом «Знак Почёта». С 2015 года образует холдинг совместно с губернаторским телеканалом РТС.
Редакция газеты расположена в Абакане — столице Хакасии.

## История
Газета основана в октябре 1930 года Хакасским областным комитетом ВКП(б).
Первый номер «Советской Хакасии» вышел в свет 3 ноября 1930 года. Тогда тираж номера составлял 5500 экземпляров, периодичность выхода — 2 раза в неделю. Уже с 1936 года газета становится ежедневной.
Главными редакторами газеты в те годы становились: Н. Н. Лебедев, И. И. Кавкун, П. Кириллов, А.Чепсаров, П.Сапрыкин, К. М. Громова, С. К. Добров, А. В. Иванов, Н. И. Макеев. С 1952 по 1982 год газету возглавлял И. П. Говорченко, тираж газеты достиг цифры в 60 тысяч экземпляров.
С 1953 года газета становится органом Хакасского обкома, Абаканского горкома ВКП(б) и областного Совета депутатов.
В 1967 году газета награждена почётной грамотой Президиума Верховного Совета РСФСР.
Редакцию газеты в дальнейшем возглавляли: с 1982 по 1993 — В. Г. Брюзгин, с 1993 по 1994 — А. Ш. Урман, с 1994 по 2009 — Н. Д. Огородников, с 2009 по 2010 — В. А. Михалкин, с 2010 по 2015 — Сергей Александрович Сипкин (глава медиа-холдинга РТС — по декабрь 2018 года).
В 2002 году газета опубликовала статью о так называемой Тисульской принцессе, которую распространили другие издания, но которая была признана мистификацией.
С ноября 2015 года газетой руководил местный журналист Юрий Абумов, затем после выборов 2018 года редакцию на некоторое время возглавила Светлана Вахтангишвили из Красноярска. 25 сентября 2019 года Правительство Хакасии назначило новым главным редактором газеты Марину Алёхину.

## Учредители
Учредителями газеты являются: Правительство и Верховный совет Республики Хакасии.
Издатель газеты — ГАУ РХ «Редакция газеты „Хакасия“».

## Деятельность
В газете «Хакасия» публикуются материалы на общественно-политические темы. Публикуются также материалы об истории Хакасии, её культурной жизни.
Газета выходит два раза в неделю. Типографский тираж: во вторник — 1 290 экземпляров, в четверг — 11 400 (с ТВ-программой). Кроме того, в пятницу выходит отдельное приложение в 100 экземпляров, где публикуются документы органов власти Республики Хакасии. Также доступно иллюстрированное интернет-издание.